# 出水神社 (熊本市)
32°47′31.4″N 130°44′3.5″E / 32.792056°N 130.734306°E
出水神社（ Izumi Jinja）是位于日本熊本县熊本市中央区、水前寺成趣园内的一座神社。该神社于明治时代由熊本藩的家臣兴建以祭祀历代藩主。旧社格为县社。

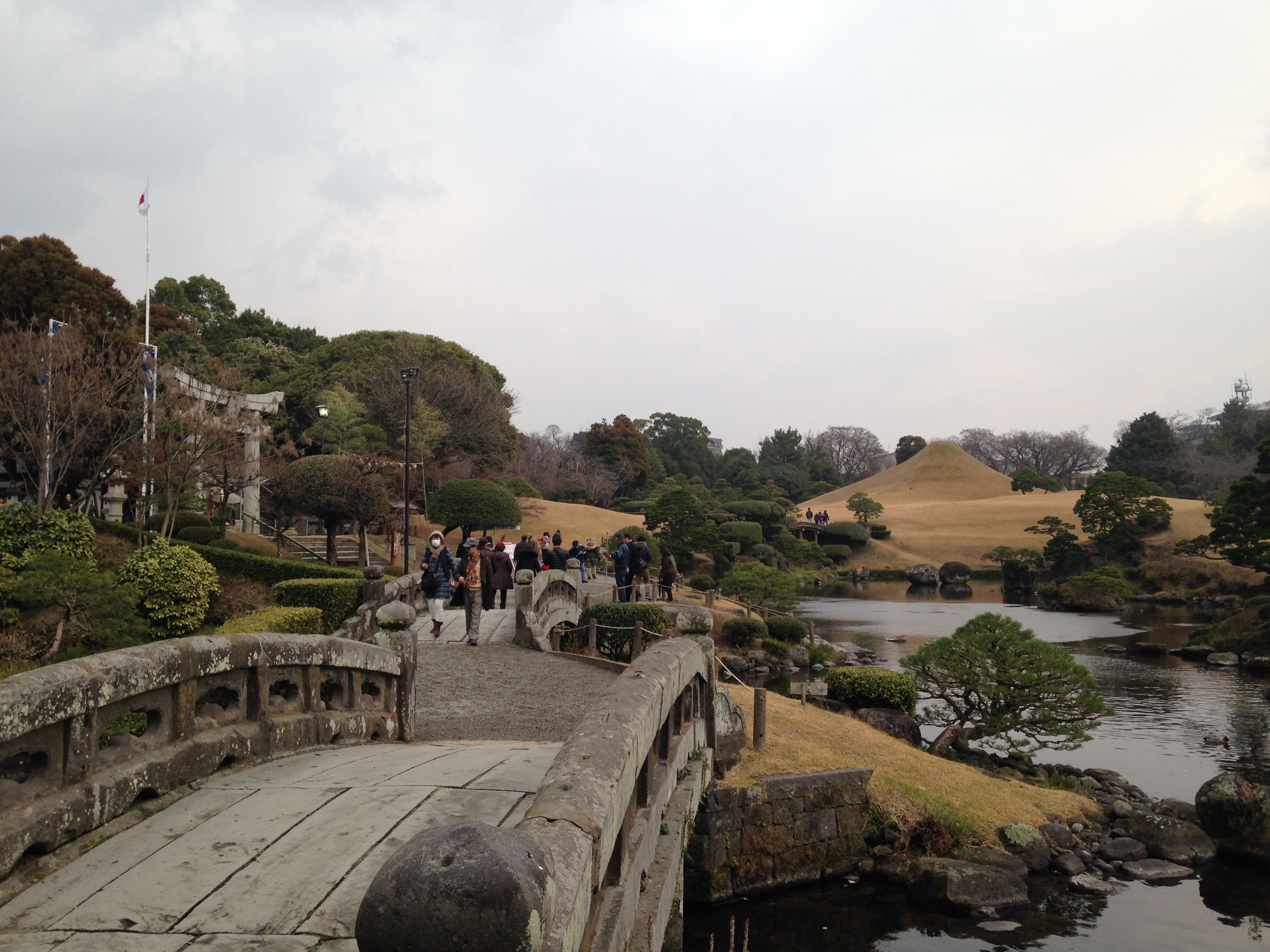
水前寺成趣园的池塘、筑山、石桥和出水神社的鸟居（左上）。

## 享祭神明
主祭神为熊本藩细川氏的藩祖细川忠利卿、其祖父细川藤孝卿、父亲细川忠兴卿以及第6代藩主細川重贤卿。此外的祭神还有光尚、纲利、宣纪、宗孝、治年、齐兹、齐树、齐护、韶邦、护久诸位历代藩主，以及细川忠兴之正妻细川伽罗奢。

## 由来
明治11年（1878年）10月7日，因原藩士松井章之等的请愿，藩主别邸旧址所在的水前寺成趣园全体被指定为神社的社地，开始了出水神社的建设。翌年5月13日，获得了县社的社格。由于熊本市区毁于前不久的西南战争的兵火，出水神社的兴建也寄托了当地人对复兴的期望。
二战期间神社主殿再度毁于战火，残存的御神库和能乐殿被迁址，作为临时社殿使用。直至昭和45年（1970年），“御复兴奉赞会”设立，开始重建工程。昭和48年（1973年）12月7日，现社殿完工。
社名“出水”得名于水前寺成趣园内的涌泉。社纹使用细川家的细川九曜纹。
神社境内有能乐殿一座，每年夏季奉纳的薪能在全日本依历史长短排名第5位。

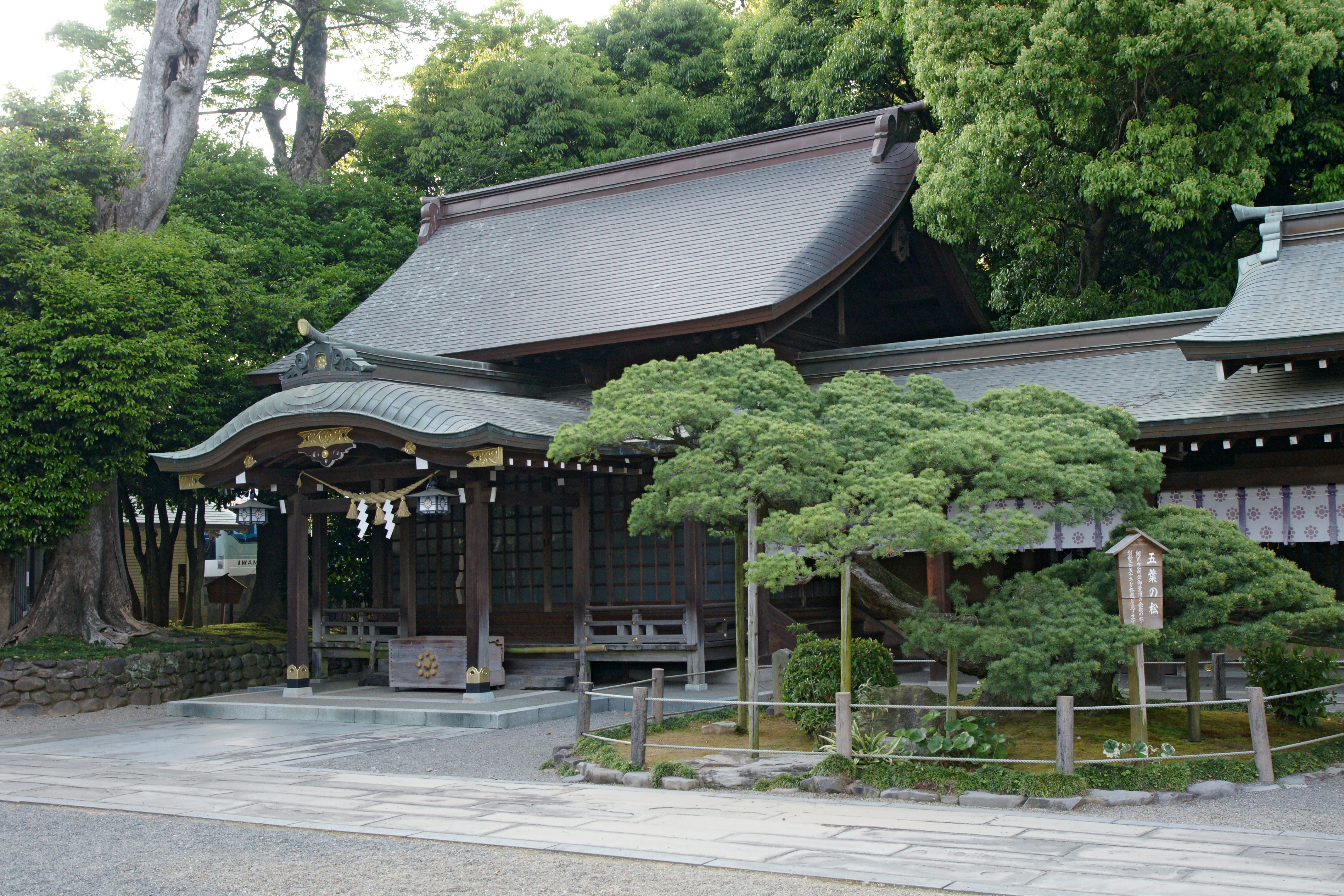
神乐殿
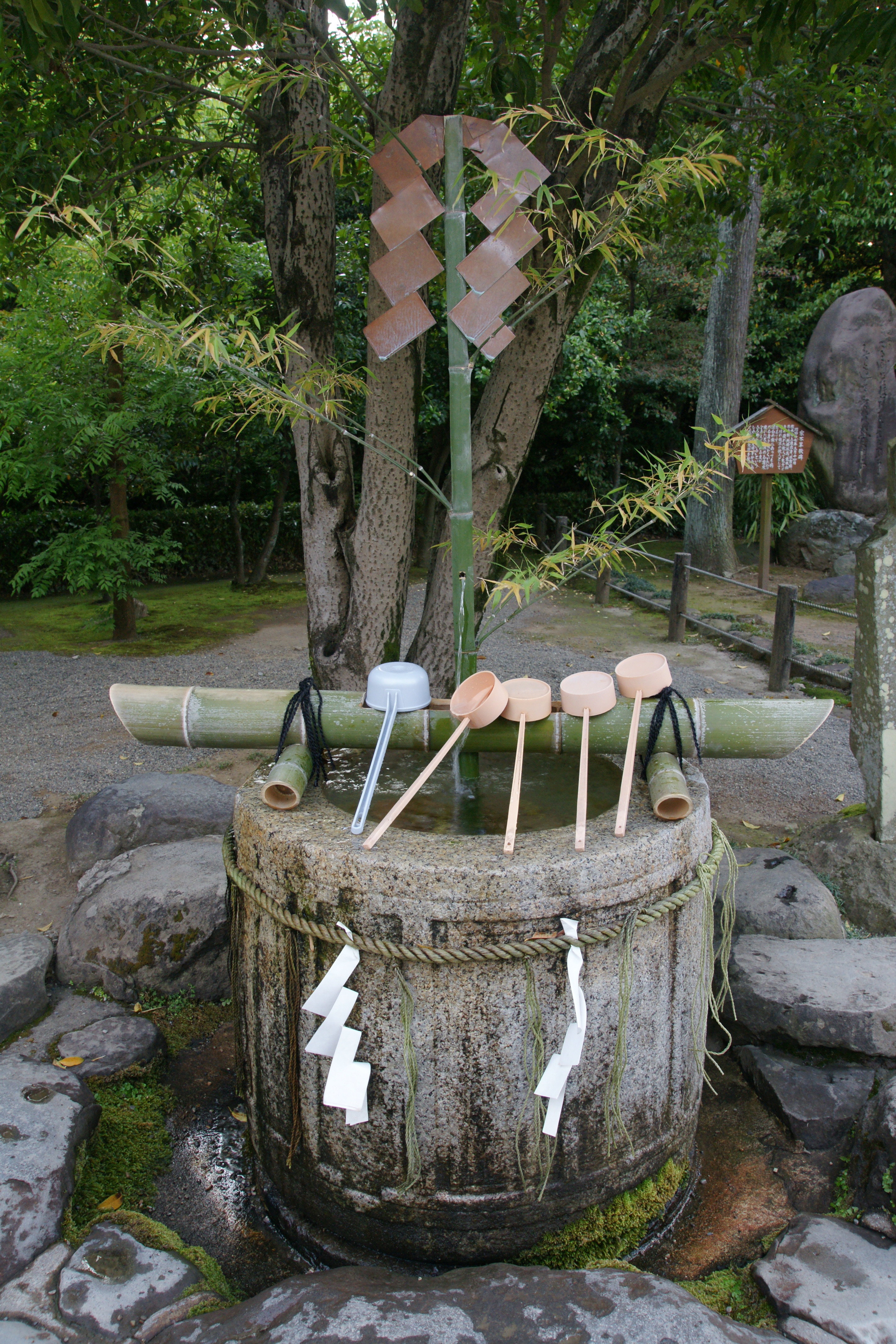
袈裟纹水磐
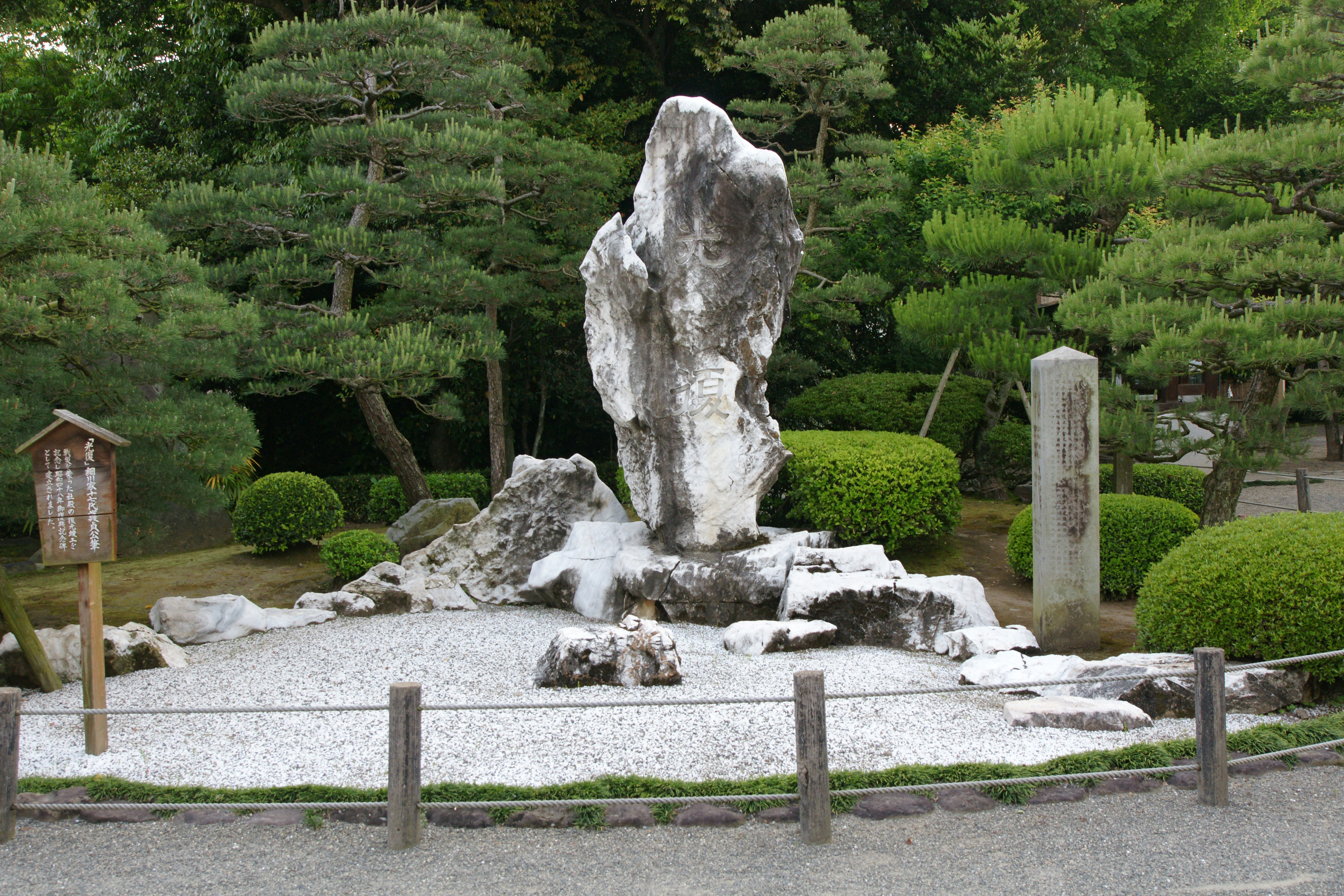
光复纪念碑
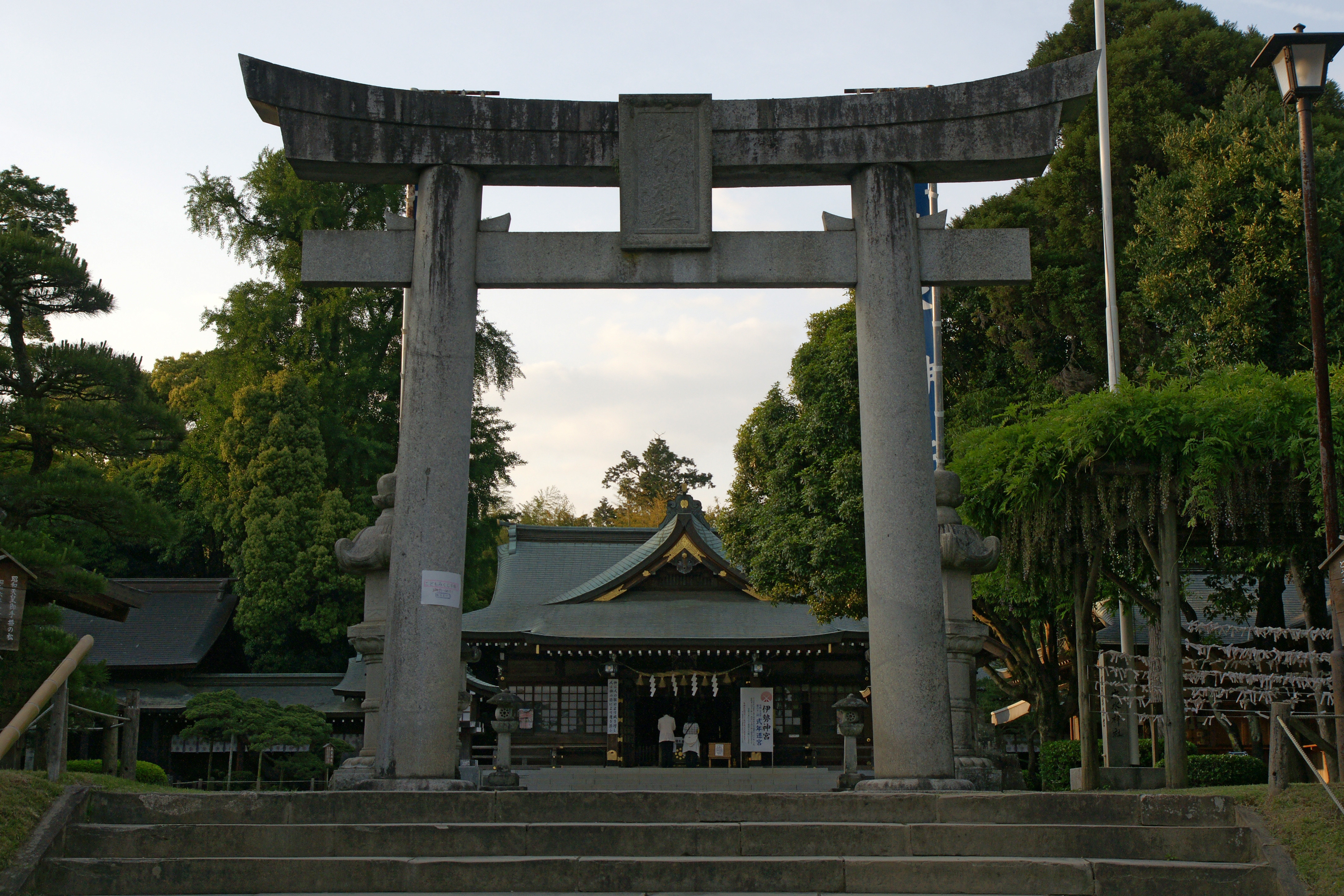
神社南侧入口的鸟居

## 境内神社
稻荷神社：文化6年（1809年），由第8代藩主细川齐兹朝臣劝请自京都伏见稻荷大社。